# Alfa-részecske
Az alfa-bomlás az atommagbomlások egyik fajtája, melynek során alfa-részecske szabadul ki az atommagból. Az alfa-részecske a hélium leggyakoribb izotópjának, a hélium-4 izotópnak az atommagja, rendkívül stabil atommag. Mivel az alfa-részecske két protonból és két neutronból áll, az atommag tömegszáma 4-gyel, rendszáma 2-vel csökken alfa-bomlás során.
Speciálisan az urán izotópjaira ez a következő módon írható le: 
{\displaystyle {}_{Z}^{A}{\hbox{U}}\;\to \;{}_{Z-2}^{A-4}{\hbox{Th}}\;+\;{}_{2}^{4}{\hbox{He}}^{2+}}
Például:
{\displaystyle {}_{92}^{238}{\hbox{U}}\;\to \;{}_{90}^{234}{\hbox{Th}}\;+\;{}_{2}^{4}{\hbox{He}}^{2+},}
ezt gyakran így írják:
{\displaystyle {}^{238}{\hbox{U}}\;\to \;^{234}{\hbox{Th}}\;+\;\alpha .}

## Az alfa-bomlás magyarázata kvantummechanikai alagúteffektussal
Az alfa-bomlásra a kvantummechanika egy érdekes magyarázatot ad. Az alfa-részt alkotó nukleonok rövid hatótávolságú, erős magerővel szembesülnek a többi nukleon által, illetve taszító Coulomb-erővel a mag többi protonja által. A két erő kombinációjához a potenciális energia tartozik. A Coulomb-potenciálgát miatt az alfa-részecske a magban maradna. Azonban ha figyelembe vesszük, hogy E a kinetikus és potenciális energia összege, akkor egy Rˇ1;Rˇ2 tartományban a kinetikus energiának negatívnak kellene lennie, ami elképzelhetetlen. Az alfa-rész kvantummechanikai hullámfüggvénye azonban a mag határain túlra is kiterjed, oda, ahol a kinetikus energia már pozitív. Véges valószínűsége van tehát annak is, hogy az alfa-rész megtalálható a magon kívül is.

## Az alfa-sugárzás biológiai hatása
Az alfa-részecske viszonylag nehéz és pozitív töltéssel rendelkezik, ezért közepes szabad úthossza alacsony. Ez egyszerre jelent veszélyforrást és az ellenkezőjét is. Egyfelől könnyen elnyelődik, levegőben akár pár centiméter út alatt, vagy a hámsejtek által. Másfelől becsapódása különösen hatásosan ionizál. Erős kromoszómakárosító hatása miatt a radiotoxicitási számításokban 20-szoros súlyozással vesszük figyelembe pl. a béta-sugárzással szemben, melynek az ún. sugárzási súlyfaktorát 1-nek veszik.
A sugárforrás elfogyasztása esetén súlyos veszélyt jelent, mint történt a Litvinyenko-gyilkosság esetén, ahol polónium-210 izotópot használtak.